# Фиброин
Фиброинът е неразтворим протеин, който изгражда копринената нишка, произвеждана от паяци, ларвите на Bombyx mori и от други родове молци като Antheraea, Cricula, Samia и Gonometa, както и множество други насекоми.  Коприната, в нейното сурово състояние, се състои от два основни протеина, серицин и фиброин, като лепилоподобният слой от серицин покрива и слепва двете самостоятелни нишки от фиброин.